# 라 비다 레나
《라 비다 레나》(스페인어: La Vida Lena)는 2021년 방영된 필리핀의 드라마이다.

## 같이 보기
- ABS-CBN의 텔레비전 드라마 목록